# Bernard Pesquet
Pour les articles homonymes, voir Pesquet.
Bernard Pesquet, né le 18 mars 1922 a Heugleville-sur-Scie et mort le 10 mai 2009 au Centre pénitentiaire de Fresnes, est un tueur en série français, surnommé le « Landru du Val-d'Oise ».
Pesquet est l'assassin d'au moins six personnes. Son premier meurtre a été commis le 22 août 1941, alors qu'il avait 19 ans. Pesquet a alors passé 20 ans en prison pour ce crime, avant d'être libéré, le 12 octobre 1961.
Ce n'est que le 23 novembre 1974, que Pesquet a recommencé à tuer, en commençant par son épouse, puis son agent immobilier, le 30 avril 1976, ainsi qu'un couple âgé fortuné et leur domestique, le 29 juillet 1976.
Condamné à la réclusion criminelle à perpétuité, Pesquet est mort au Centre pénitentiaire de Fresnes, le 10 mai 2009, après avoir passé au total 53 ans de sa vie en prison.
Le commissaire Claude Cancès, qui a enquêté sur l'affaire, est resté convaincu que Pesquet avait commis d'autres meurtres et assassinats.

## Biographie

### Jeunesse
Bernard Pesquet naît le 18 mars 1922 à Heugleville-sur-Scie. À la mort de sa mère, il est élevé par son grand-père maternel jusqu'en 1931, après avoir été rejeté sans relâche par la compagne de ce dernier.
En 1936, à 14 ans, Pesquet est envoyé en pension pour une durée de quatre mois. Il exerce son premier travail dans une verrerie, mais abandonne au bout d'un an.
En 1938, à 16 ans, Pesquet rejoint son oncle à Rouen pour devenir cuisinier, mais quitte son emploi un mois plus tard.
Le 29 septembre 1939, à 17 ans et demi, Pesquet est poursuivi pour vol à l'étalage, avant d'être acquitté faute de preuves et d'éléments à charge.
Le 18 mars 1940, jour de ses 18 ans, Pesquet réussit son examen de radio-électricien. Il obtient son émancipation puis s'installe dans un deux-pièces, 95, rue aux Ours, dont il fait à la fois son logement et son atelier. Dans le quartier, Pesquet est surnommé « le petit électricien ».
En juin 1940, Pesquet est requis afin de travailler au Foyer du Soldat allemand. Tous les matins, une traction avant noire vient le chercher afin d'effectuer plusieurs réparations dans les différents dépôts et bâtiments de la ville. Pesquet fait son métier avec la conscience et l'habileté que tous connaissent. Pesquet, étant ballotté par des évènements qui le dépassent, semble ne pas se poser de questions, alors que d'autres le décrivent comme « mystérieux ».
En 1941, Pesquet fait la connaissance d'un certain Julien Quibel, un jeune homme d'une vingtaine d'années, qui devient rapidement son amant. Pesquet expliquera par la suite qu'il avait découvert que Quibel était un collaborateur.

### Premier crime
Dans la nuit du 22 août 1941 à Rouen vers 23 h, Pesquet bat à mort Julien Quibel, à coups de barre de fer et lui taillade les veines à l'aide d'un rasoir. N'ayant aucune possibilité de se défendre, Quibel meurt de ses blessures. À la suite de son crime, Pesquet se rend au domicile de Quibel et dérobe ses économies, avant de retourner chez lui. Le corps est retrouvé le lendemain par une patrouille de police, non loin du domicile de Pesquet. Bien qu'âgé de 19 ans, Pesquet est vite soupçonné par les proches de Quibel en raison de leur relation amoureuse.
Le 25 août 1941, Pesquet est arrêté et placé en garde à vue. Lors de son audition, Pesquet nie toute implication.
Ce n'est que le 28 août 1941, au troisième jour de sa garde à vue, qu'il avoue avoir tué Julien Quibel dans le but de lui voler ses économies ainsi qu'en raison de sa collaboration avec les Allemands. Il est placé en détention provisoire pour l'assassinat de son amant. Ayant plus de seize ans, Pesquet encourt la peine de mort, même si celle-ci a peu de chances d'être appliquée, car le jeune homme est encore mineur (la majorité étant fixée à 21 ans à l'époque).
Le procès de Bernard Pesquet se tient le 8 novembre 1941 devant la Cour d'assises de Rouen. Au terme de son jugement, Pesquet est condamné aux travaux forcés à perpétuité. Malgré l'abolition du bagne (aboli en 1938), la perpétuité ne permet pas de possibilité de libération. Pesquet s'attend alors à mourir pendant sa peine de travaux forcés à perpétuité.
Le 7 décembre 1941, alors qu'il débute sa peine à la Prison de Fontevraud, Pesquet se rétracte et nie désormais avoir tué Julien Quibel. Il affirme son intention de se pourvoir en cassation, mais le recours s'avère impossible, le délai étant dépassé. Au début de l'incarcération de Pesquet, la France est en pleine guerre et beaucoup de détenus meurent de faim en détention. Il parvient cependant à survivre à ces famines quotidiennes, du fait de son jeune âge.
Bernard Pesquet dépose, le 28 décembre 1944, une demande de révision de son procès. Il explique que sa demande tardive est liée à la Libération afin d'attendre que tous les occupants soient partis. Pesquet affirme avoir avoué son crime uniquement par peur des représailles des occupants. La requête de Pesquet est envoyée au ministère de la justice.
En juillet 1945, la cour de révision rejette la requête de Pesquet.
Le 4 juin 1960, les travaux forcés sont abolis en France. La peine de Pesquet devient une réclusion criminelle à perpétuité, aménageable au bout de quinze ans de détention. Ayant déjà purgé près de dix-neuf ans de détention, Pesquet attend sa libération avec impatience : il s'agit d'un prisonnier sans histoire et bien noté par l'Administration pénitentiaire, ayant participé au déminage d'Angers à la Libération.
En octobre 1961, Pesquet obtient une grâce, qui commue sa peine en 20 ans de réclusion criminelle. Ayant déjà purgé sa peine, sa demande de libération conditionnelle est immédiatement acceptée.

### Libération et répit présumé
Bernard Pesquet est libéré le 12 octobre 1961, après 20 ans passés en prison. Âgé de 39 ans, il déménage dans le Val-d'Oise, où il devient peintre en bâtiment et créé sa propre entreprise. À côté de son activité, Pesquet contribue également à aider les jeunes personnes en difficultés avec la justice, dans les Centres de réinsertion. Il est décrit comme étant un travailleur sérieux et côtoie avec aisance le Maire, le Curé aussi bien que des notables.
En décembre 1963, Pesquet rencontre Christiane Ruaux (née le 30 janvier 1943), par le biais d'une annonce qu'il a publiée, et s'installe avec elle. Il se dit « heureux » de pouvoir enfin construire une vie et se marie le 24 décembre 1968.
À partir du début des années 1970, Christiane commence à fuguer lorsque des disputes éclatent avec Pesquet. Elle est décrite comme étant une « femme volage » n'hésitant pas à quitter la maison pour vaquer à ses occupations.
En décembre 1972, le couple Pesquet entame un déménagement à Pierrelaye et s'y installe au début de l'année 1973.
En 1974, après seulement cinq ans et demi de mariage, Christiane découvre le passé criminel de son mari ainsi que son homosexualité, qui semble plutôt être une bisexualité. En apprenant que son épouse souhaite le quitter, Pesquet devient alors méfiant.

### Série d'assassinats
Le 23 novembre 1974, Pesquet tend une embuscade à son épouse Christiane, âgée de 31 ans, lui tire dessus avec un pistolet 7.65 mm. Il la laisse agoniser, l'enveloppe dans des draps, puis la descend dans le sous-sol et enterre son cadavre sous un mètre de terre dans son second sous-sol, à son domicile de Pierrelaye. Dans les jours suivant l'assassinat, Pesquet est questionné par son voisinage, mais fait croire à une nouvelle fugue de son épouse, à la suite d'une énième dispute. Pesquet signale, tout de même, la disparition de son épouse au commissariat, la décrivant comme une « épouse volage », ayant l'habitude de disparaître fréquemment plusieurs jours d'affilée. Les gendarmes sont convaincus qu'il s'agit d'une fugue et ne démarrent pas d'enquête à ce moment-là.
Pesquet écrit une lettre aux parents de son épouse, le 28 janvier 1975, expliquant que leur fille s'était révélée « volage », « intéressée » et « dépensière ». Pesquet écrit également dans sa lettre qu'il se désole du « départ » de son épouse. Bien que ses propos ne soient pas mis en doute, une enquête est néanmoins ouverte pour rechercher Christiane, à cause d'un prêt non remboursé à sa famille. L'enquête sur la disparition de Christiane Ruaux (épouse Pesquet) se solde par un classement sans suite.
Le 30 avril 1976, Henri Francqui, un agent immobilier de 52 ans, se rend chez Pesquet à Pierrelaye, afin de lui acheter sa maison après plusieurs tentatives infructueuses par le passé. Agacé par l'agent immobilier, Pesquet tue Francqui à l'aide de son pistolet 7.65 mm. Une fois le meurtre commis, Pesquet enterre le corps de sa victime dans le sous-sol, comme il l'avait fait avec son épouse. À bout de ressources financières, Pesquet utilise le chéquier de Francqui pour faire ses courses et vend également la voiture de l'agent immobilier pour subvenir à ses besoins.
Pesquet se rend à Neuilly-sur-Seine, le 29 juillet 1976, vers 11 h 30, chez un couple de retraités, Émile Bergaud, 73 ans, et son épouse Alice Bergaud, 66 ans, vivant en compagnie de leur domestique Alfeia Borgioni, âgée de 55 ans. Engagé pour repeindre la maison du couple retraité, Pesquet, de nouveau endetté, tue le couple Bergaud ainsi qu'Alfeia Borgioni, à l'aide de son pistolet 7.65 mm, avant de dérober de l'argent liquide et des objets de valeurs, et de s'en aller sans être inquiété. Le commissaire Claude Cancès est immédiatement saisi de cette affaire d'homicide. Les policiers découvrent qu'Alice Bergaud avait reçu une lettre de Pesquet, dans laquelle il annonçait sa venue au domicile du couple,.

### Arrestation, incarcération et découverte des corps
Le 30 juillet 1976, les gendarmes se rendent au domicile de Pesquet en vue de l'interroger comme témoin, mais ceux-ci changent subitement d'avis lorsqu'ils découvrent que Pesquet a déjà passé 20 ans de sa vie en prison pour assassinat. Pesquet est alors considéré comme suspect et placé en garde à vue. Des bijoux et des lingots d'or appartenant au couple Bergaud sont ainsi retrouvés au domicile de Pesquet, mais l'homme de 54 ans reste muet sur le triple meurtre de Neuilly-sur-Seine.
Le 1er août 1976, Pesquet est inculpé pour le triple assassinat des époux Bergaud et de leur domestique puis est placé en détention provisoire. Il encourt alors la peine de mort, toujours en vigueur au moment des faits. Outre cette inculpation, les enquêteurs, dont Claude Cancès, le soupçonnent d'être à l'origine de plusieurs disparitions suspectes non résolues, dont la disparition de son épouse survenue moins de deux ans plus tôt.
Le 11 août 1976, les enquêteurs renouvellent leur perquisition avec la présence de plusieurs journalistes, tel qu'Alain Hamon. Le jardin est, en premier lieu, fouillé de fond en comble, mais cela ne donne rien. Les fouilles reprennent le lendemain. Parallèlement, une quantité de poux est retrouvée lors de la perquisition, donnant par la suite un titre au journal du soir : « Affaire Pesquet : Les poux attaquent ! ». En descendant dans le second sous-sol de la résidence, les enquêteurs découvrent le squelette de Christiane Ruaux et le corps en décomposition avancée d'Henri Francqui. Acculé, Pesquet avoue les deux assassinats. Il affirme avoir tué son épouse par passion, alors qu'elle menaçait de le quitter. Pour la mort de Francqui, Pesquet déclare que celui-ci était l'amant de son épouse ; une thèse qui sera mise à mal par la suite car les enquêteurs s'apercevront que Francqui ne connaissait pas Christiane.
Pesquet est également inculpé des deux assassinats. Il tente de s'évader, le 12 août 1976, mais est immédiatement maîtrisé par des gardiens de la prison. Une malle appartenant à Pesquet est retrouvée à son domicile, contenant une trentaine de passeports. Parmi eux sont découverts des papiers appartenant à une famille portée disparue. Les enquêteurs sont dès lors convaincus qu'il s'agit d'autres victimes de Pesquet, mais ne parviennent pas à obtenir de réponses, ni d'aveux de l'inculpé.

### Le «LandruduVal-d'Oise»
À la suite de la médiatisation de l'affaire, Pesquet gagne le surnom du « Landru du Val-d'Oise », en raison des corps retrouvés à son domicile ainsi qu'au mobile financier de ses crimes, rappelant l'histoire d'Henri Désiré Landru dans les années 1910 et années 1920. Tout comme Landru, jusqu'à son arrestation, Pesquet est toujours apparu comme « ordinaire », « propre sur lui » et respectable, un véritable « Monsieur tout le monde ».
Heureux d'avoir inculpé le récidiviste, le commissaire Claude Cancès et les autres enquêteurs restent tout de même persuadés que Pesquet a tué d'autres personnes entre sa libération de prison, en octobre 1961, et son arrestation, en juillet 1976.
Durant la détention provisoire de Pesquet, ses avocats tentent, tant bien que mal, de plaider la pathologie mentale ou l'irresponsabilité pénale, dans le but de retarder son procès et de lui éviter la peine de mort, qu'ils jugent inévitable si François Mitterrand n'est pas élu Président de la République, en 1981. La défense de Pesquet s'appuie les tableaux que l'inculpé peint en prison révélant, selon eux, une « déconnexion de la réalité », pouvant laisser penser que Pesquet est atteint de schizophrénie. Les experts psychiatres contestent toutefois l'hypothèse de la défense, déclarant que Pesquet ne cherche rien d'autre que retarder son jugement, afin d'éviter la guillotine. Les experts psychiatres affirment qu'il a conscience de ses crimes et ne souffre d'aucune pathologie mentale, le jugeant responsable de ses actes. Au bout de plusieurs années d'instruction, Pesquet est renvoyé devant la Cour d'assises du Val-d'Oise pour assassinats en état de récidive.
La peine de mort est finalement abolie le 9 octobre 1981, sur l'initiative de Robert Badinter, devenu Garde des sceaux. Pesquet encourt désormais la réclusion criminelle à perpétuité.

### Procès et condamnation
Le procès de Bernard Pesquet débute le 14 juin 1982, devant la Cour d'assises du Val-d'Oise. Il est âgé de 60 ans,.
Dans son box, Pesquet joue les bouffons et fait rire toute la cour. Concernant le meurtre de son épouse, il plaide le « crime passionnel », mais affirme que sa mort était involontaire : selon lui, une altercation aurait eu lieu et le coup de feu serait parti accidentellement. Pesquet déclare également avoir enterré son épouse dans sa cave pour que celle-ci reste près de lui. Il reconnaît églement le meurtre d'Henri Francqui comme un « crime passionnel » car celui-ci voulait vivre avec Christiane : il l'aurait enterré dans sa cave pour qu'il soit près de son épouse. Il maintient cependant ses dénégations pour le triple assassinat de Neuilly-sur-Seine.
Au terme de son procès, Pesquet est condamné le 25 juin 1982 à la réclusion criminelle à perpétuité.
Contestant sa condamnation, Pesquet forme un pourvoi en cassation, qui casse le verdict pour vice de forme, le 12 juillet 1983,.
Le second procès de Bernard Pesquet débute le 17 avril 1984, devant la Cour d'assises de Paris. Il est rejugé pour les cinq assassinats, mais ne se présente pas devant la cour pour raison de santé. Il est en effet hospitalisé pour une tumeur de la prostate. Pesquet reste sur la même défense qu'au premier procès : il dit avoir tué son épouse par accident et Henri Francqui par rivalité amoureuse, mais nie toujours le triple meurtre de Neuilly-sur-Seine. Il revient à l'audience, le 25 avril 1984, à la veille du verdict.
Âgé de 62 ans, Pesquet est de nouveau condamné, le 26 avril 1984, à la réclusion criminelle à perpétuité.

### Mort
Incarcéré durant près de 33 ans, Bernard Pesquet meurt le 10 mai 2009 à la maison d'arrêt de Fresnes, à l'âge de 87 ans. Il aura passé au total 53 ans de sa vie en prison.

### Documentaires télévisés
- « Affaire Bernard Pesquet, un crime peut en cacher un autre », le 4 décembre 2021 dans Au bout de l'enquête, la fin du crime parfait ? sur France 2.

### Émission radiophonique
- « Bernard Pesquet, le Landru du Val-d'Oise » le 30 mars 2017 dans L'Heure du crime, présentée par Jacques Pradel.